# Сравнение цифровых аудиоформатов
В этой таблице сравниваются основные технические данные различных цифровых аудиоформатов. Сравниваются как форматы файла без сжатия, так и с применением сжатия.

## Форматы без сжатия
| Название формата                 | Расширение файла | Разрядность, бит | Частота дискретизации, кГц               | Число каналов | Битрейт (на канал), Mбит/с | Степень сжатия/упаковки              | Назначение                         | Выпуск                |
| -------------------------------- | ---------------- | ---------------- | ---------------------------------------- | ------------- | -------------------------- | ------------------------------------ | ---------------------------------- | --------------------- |
| AIFF                             | .aiff; .aif      | 8; 16; 24; 32    | 11,025; 22,05; 24; 32; 44,1; 48; 96; 192 | 1; 2; 3; 4; 6 | до 6,144                   | 1:1; без сжатия                      | хранение звуковых данных на ПК     | 1988, Apple           |
| WAVE (WAV)                       | .wav             | 1-32             | любая                                    | 1-32          | до 4294,967                | 1:1; без сжатия                      | хранение звуковых данных на ПК     | 1991, Microsoft и IBM |
| DSD                              | .dff; .dsf       | 1                | 2822,4 (64fs); 5644,8 (128fs)            | 2, 5.1        | 2,8224; 5,6448             | 1:1; без сжатия, возможно сжатие DST | SACD                               | 1998, Sony и Philips  |
| Digital eXtreme Definition (DXD) | DXD              | 24; 32           | 352,8                                    | 2, 5.1        | 8,4672; 11,2896            | 1:1; без сжатия                      | профессиональное производство SACD | 2004, Sony            |

## Форматы со сжатиембез потерь
| Название формата                          | Лицензия                                                   | Расширение файла | Разрядность, бит  | Частота дискретизации, кГц                     | Число каналов       | Степень сжатия/упаковки                                                            | Назначение | Выпуск                                                 |
| ----------------------------------------- | ---------------------------------------------------------- | ---------------- | ----------------- | ---------------------------------------------- | ------------------- | ---------------------------------------------------------------------------------- | --- | ------------------------------------------------------ |
| Shorten                                   |                                                            | .shn             | 16                | 44.1                                           | 2                   | 3:1 — 5:1, сжатие без потерь                                                       | хранение звуковых данных на ПК | 1994, Tony Robinson                                    |
| WavPack                                   | свободный, реализация под BSD                              | .wv              | 8; 16; 24; 32     | 6 — 192                                        | 1 — 256             | 1.4:1 — 3.3:1, сжатие без потерь                                                   | хранение звуковых данных на ПК | 1998, Conifer Software                                 |
| Meridian Lossless Packing (MLP)           |                                                            | .mlp             | до 24             | до 192                                         | 1; 2; 5.1; 6.0; 8.0 | ~2:1, сжатие без потерь                                                            | DVD-Audio | 1998, MERIDIAN                                         |
| RK Audio (RKAU)                           |                                                            | .rka             | 16                | 44.1                                           | 2                   | 2:1, сжатие без потерь, сжатие c незначительными потерями                          | хранение звуковых данных на ПК | 2000, Malcolm Taylor, RK Software                      |
| FLAC                                      | свободный; реализация: утилиты под GPL, библиотеки под BSD | .flac            | 4 — 32            | 1Гц — 655.350 кГц с шагом 1 Гц                 | 1 — 8               | 1.4:1 — 4:1, сжатие без потерь                                                     | хранение звуковых данных на ПК, звуковое сопровождение к HD-видео, медиаплееры | 2000, Josh Coalson                                     |
| Monkey’s Audio                            |                                                            | .ape             | 16; 24            | 8; 11.025; 12; 16; 22.05; 24; 32; 44.1; 48; 96 | 2                   | 1.4:1 — 4:1, сжатие без потерь                                                     | хранение звуковых данных на ПК | 2000+, Matthew T. Ashland                              |
| OptimFROG                                 |                                                            | .ofs             | до 32             | до 192                                         | 2                   | 1.4:1 — 4:1, сжатие без потерь                                                     | хранение звуковых данных на ПК | 2001, Florin Ghido                                     |
| Lossless Predictive Audio Coder (LPAC)    |                                                            | .pac             | 8; 16; 20; 24     | до 192                                         | 2                   | 1.5:1 — 4:1, сжатие без потерь                                                     | хранение звуковых данных на ПК | 2002, Tilman Liebchen, Marcus Purat, Peter Noll        |
| LosslessAudio (LA)                        |                                                            | .la              | 16                | 48                                             | 2                   | 1.4:1 — 3.3:1, сжатие без потерь                                                   | хранение звуковых данных на ПК | 2002, Michael Bevin                                    |
| Windows Media Audio 9 Lossless            |                                                            | .wma             | 16; 24            | 8; 11.025; 16; 22.05; 32; 44.1; 48; 88.2; 96   | до 6                | 1.7:1 — 3:1, сжатие без потерь                                                     | хранение звуковых данных на ПК | 2003, Microsoft                                        |
| Apple Lossless (ALAC, ALE)                | Apache 2.0                                                 | .m4a             | 16; 24            | 44.1; 48; 88.2; 96; 192                        | до 6                | 1.7:1 — 2.5:1, сжатие без потерь                                                   | хранение звуковых данных на ПК, плееры iPod | 2004, Apple Inc.                                       |
| RealAudio Lossless (RAL, ralf)            |                                                            | .rmvb            | 16 и др.          | 44.1 и др.                                     | 2                   | н/д, сжатие без потерь                                                             | Потоковое мультимедиа | 2004, RealNetworks                                     |
| True Audio (TTA)                          |                                                            | .tta             | 8; 16; 24         | 0—4 ГГц                                        | 65535               | 1.4:1 — 3.3:1, сжатие без потерь                                                   | хранение звуковых данных на ПК | 2004, Александр Джурик                                 |
| DTS-HD Master Audio (DTS++, DTS HD)       |                                                            | -                | до 24             | до 192                                         | до 8                | 2:1 — 4:1 , сжатие без потерь                                                      | Blu-ray Disc, HD DVD , PlayStation 3 | 2004, Digital Theater System.                          |
| Direct Stream Transfer (DST)              |                                                            | DSD              | 1                 | 64*44.1; 128*44.1; 256*44.1                    | 2; 5.1              | сжатие без потерь                                                                  | DSD-поток при производстве SACD | 2005, MPEG-4 ISO/IEC 14496-3:2001/Amd 6:2005           |
| Dolby TrueHD                              |                                                            | .thd .truehd     | до 24             | до 192                                         | до 14               | 2:1 — 4:1 , сжатие без потерь                                                      | Звуковое сопровождение к фильму Dolby Surround 7.1 и Auro 3D, Blu-ray Disc, HD DVD | 2005, Dolby Laboratories                               |
| ATRAC Advanced Lossless (AAL)             |                                                            | .aa3; .oma; .at3 | 16                | 44.1                                           | 2                   | 1.25:1 — 3:1, сжатие без потерь                                                    | Минидиск плееры, PlayStation Portable , Playstation 3 | 2006, Sony Corporation                                 |
| MPEG-4 Audio Lossless Coding (ALS)        |                                                            | .mp4 .als        | 8; 16; 20; 24; 32 | 44.1; 48; 88.2; 96; 192; (384)                 | до 65536            | 1.5:1 — 4:1, сжатие без потерь                                                     | музыкальные интернет магазины, Потоковое мультимедиа, дисковые форматы высокого разрешения, плееры, архивные системы, профессиональное студийное производство, звуковое сопровождение к MP4-видео | 2006, MPEG ISO/IEC 14496-5:2001/Amd 10:2007/Cor 3:2009 |
| MPEG-4 Scalable to Lossless (SLS), HD-AAC |                                                            | .mp4 .m4a? .     | 8; 16; 20; 24     | 44.1; 48; 88.2; 96; 192                        | 2; 5.1              | 1.5:1 — 4:1, сжатие без потерь, содержит поток aac (сжатие с потерями, 128 кбит/с) | музыкальные интернет магазины, Потоковое мультимедиа, дисковые форматы высокого разрешения, звуковое сопровождение к MP4-видео, плееры iPod / iPhone                                              | 2007, MPEG ISO/IEC 14496-5:2001/Amd 10:2007            |
| Tom’s lossless Audio Kompressor (TAK)     |                                                            | .tak             | 16; 24            | до 192                                         | 2                   | 1.4:1 — 3.3:1, сжатие без потерь                                                   | хранение звуковых данных на ПК | 2007, Thomas Becker                                    |

## Форматы со сжатиемc потерями
| Название формата                     | Расширение файла  | Алгоритм                      | Частота дискретизации, кГц                   | Число каналов               | Битрейт, кбит/с                                                       | Задержка, мс | Постоянный битрейт | Переменный битрейт | Область применения | Выпуск                               |
| ------------------------------------ | ----------------- | ----------------------------- | -------------------------------------------- | --------------------------- | --------------------------------------------------------------------- | ------------ | ------------------ | ------------------ | --- | ------------------------------------ |
| AAC                                  | .аас, .m4a, и др. | МДКП, Субполосное кодирование | 8—192                                        | до 48 каналов               | 8—529 (стерео)                                                        | 20−405       | Да                 | Да                 | iTunes, DVB-H, iPhone, iPod, iPad, Nintendo, PlayStation 3,PlayStation Portable, Sony Walkman, мобильные телефоны Sony Ericsson, Nokia и с ОС Android, аудиокниги, подкасты,          | 1997, ИСО/МЭК Комитет по звуку MPEG  |
| AC-3                                 | .ac3, .vob и др.  | МДКП                          | 32; 44.1; 48                                 | до 6 (AC-3), до 13.1 E-AC-3 | 32—640 (AC-3), до 6144 E-AC-3                                         | 40.6         | Да                 | Нет                | Звуковое сопровождение к фильму, DVD, Blu-ray Disc, HD DVD | 1992, Dolby Laboratories             |
| ATRAC                                | .aa3, .oma, .at3  | МДКП, Субполосное кодирование | 24—48                                        | до 8                        | 292 (ATRAC1 — стерео), 1168 (ATRAC1 — 8 каналов), 48-352 (ATRAC3plus) | >100         | Да                 | Нет                | MiniDisc, Звуковое сопровождение к фильму SDDS | 1992, Sony Corporation               |
| MP3 (MPEG-1, 2, 2.5 Audio Layer III) | .mp3              | МДКП, Субполосное кодирование | 8; 11.025; 12; 16; 22.05; 24; 32; 44.1; 48   | до 2                        | 8—320                                                                 | >100         | Да                 | Да                 | Хранение звуковых данных на ПК, CD-, DVD-носителях, передача через Интернет, цифровые проигрыватели                                                                                   | 1993, MPEG ISO/IEC 11172-3           |
| Opus                                 | .opus             | ЛП, МДКП                      | 8; 12; 16; 24; 48                            | до 255                      | 6—510                                                                 | 5–65.2       | Да                 | Да                 | Хранение голосовых, звуковых и музыкальных данных, передача в режиме реального времени с низкой задержкой, кодирование/декодирование аудио данных низкопроизводительными процессорами | 2012, Рабочая группа IETF по кодекам |
| Vorbis (Ogg)                         | .ogg              | МДКП                          | 8—192                                        | до 255                      | до 1000                                                               | >100         | Да/ABR             | Да                 | Хранение звуковых данных на ПК, CD-, DVD-носителях, передача через Интернет, цифровые проигрыватели                                                                                   | 2000, Xiph.Org Foundation            |
| Windows Media Audio                  | .wma              | МДКП                          | 8; 11.025; 16; 22.05; 32; 44.1; 48; 88,2; 96 | до 8 и выше                 | 4—768                                                                 | >100         | Да                 | Да                 | Хранение звуковых данных на ПК, CD-, DVD-носителях, передача через Интернет, Интернет-радио, цифровые проигрыватели                                                                   | 1999, Microsoft                      |